# ダニエル・モルィス
ダニエル・モルィス（Daniel Morys 、2000年12月26日 - ）は、ポーランド・クラクフ出身のプロサッカー選手。ガルバルニア・クラクフ所属。ポジションは、ミッドフィールダー。

## クラブ歴
2020年9月19日、ガルバルニア・クラクフと1シーズン契約を結んだ。